# Mathis Amougou
Pour les articles homonymes, voir Amougou.
Mathis Amougou, né le 18 janvier 2006 au Blanc-Mesnil (Seine-Saint-Denis), est un footballeur franco-camerounais qui évolue au poste de milieu central au RC Strasbourg.

## Biographie

### Carrière en club
Né au Blanc-Mesnil en France, Mathis Amougou grandit une partie de sa vie à Sevran puis à La Ferté Gaucher en Seine-et-Marne. Mathis Amougou est formé par l'AS Saint-Étienne, où il s'illustre d'abord en équipe réserve, avant de signer son premier contrat professionnel avec l'équipe de Ligue 2 en avril 2023,. Il remporte la Ligue Conférence avec Chelsea lors de la saison 2024-2025.

### Carrière en sélection
Mathis Amougou est convoqué avec l'équipe de France des moins de 17 ans en Indonésie pour participer à la Coupe du monde des moins de 17 ans qui a lieu en novembre 2023. La France y atteint la finale pour la deuxième fois de son histoire, après avoir éliminé le Mali en demi-finale (2-1),,. La France s'incline en finale contre l’Allemagne après une séance de tirs au but. Mathis Amougou, auteur de deux buts dans le tournoi, dont un en finale, est récompensé par le ballon de bronze.

## Statistiques
| Saison                | Club                  | Championnat           | Championnat | Championnat | Championnat | Coupe(s) nationale(s) | Coupe(s) nationale(s) | Coupe(s) nationale(s) | Compétition(s) continentale(s) | Compétition(s) continentale(s) | Compétition(s) continentale(s) | Compétition(s) continentale(s) | Total | Total | Total |
| Saison                | Club                  | Division              | M.          | B.          | P.d.        | M.                    | B.                    | P.d.                  | Comp.                          | M.                             | B.                             | P.d.                           | M.    | B.    | P.d.  |
| 2023-2024             | AS Saint-Étienne      | Ligue 2               | 1           | 0           | 0           | 1                     | 0                     | 0                     | -                              | -                              | -                              | -                              | 2     | 0     | 0     |
| 2024-2025             | AS Saint-Étienne      | Ligue 1               | 17          | 0           | 0           | -                     | -                     | -                     | -                              | -                              | -                              | -                              | 17    | 0     | 0     |
| Sous-total            | Sous-total            | Sous-total            | 18          | 0           | 0           | 1                     | 0                     | 0                     | -                              | -                              | -                              | -                              | 19    | 0     | 0     |
| 2024-2025             | Chelsea FC            | Premier League        | 1           | 0           | 0           | -                     | -                     | -                     | C4                             | 1                              | 0                              | 0                              | 2     | 0     | 0     |
| Total sur la carrière | Total sur la carrière | Total sur la carrière | 19          | 0           | 0           | 1                     | 0                     | 0                     | -                              | 1                              | 0                              | 0                              | 21    | 0     | 0     |

## Palmarès
Chelsea FC

- Vainqueur de la Ligue Conférence en 2025

 France -17 ans
- Coupe du monde
  - Finaliste en 2023

### Distinction individuelle
- Ballon de bronze de la Coupe du monde de football des moins de 17 ans 2023[8]